# والتر هود
والتر هود (بالإنجليزية: Walter Hood)‏ هو مهندس معماري أمريكي، ولد في 1958.